# Comté de Schuyler (Missouri)
Pour les articles homonymes, voir Comté de Schuyler.
Le comté de Schuyler (Schuyler County) est un comté du Missouri aux États-Unis. Le siège du comté se situe à Lancaster. Le comté date de 1843 et il fut nommé en hommage au général et sénateur Philip Schuyler.  Au recensement de 2000, la population était constituée de 4.170 individus. 

## Géographie
Selon le bureau du recensement des États-Unis, le comté totalise une surface 798 km² dont 1 km² d’eau. 

### Géolocalisation
| Comté d'Appanoose Iowa |                   | Comté de Davis Iowa |
| Comté de Putnam        | Comté de Schuyler | Comté de Scotland   |
|                        | Comté d'Adair     |                     |

### Routes principales
- U.S. Route 63
- U.S. Route 136
- Missouri Route 202

## Démographie
Selon le recensement de 2000, sur les 4.170 habitants, on retrouvait 1 725 ménages et 1.193 familles dans le comté. La densité de population était de 5 habitants par km² et la densité d’habitations (2 027 au total) était de 3 habitations par km². La population était composée de 98,44% de blancs, de 0,05%  d’afro-américains, de 0,31% d’amérindiens et de 0,17% d’asiatiques.
29,60% des ménages avaient des enfants de moins de 18 ans, 59,1% étaient des couples mariés. 24,6% de la population avait moins de 18 ans, 6,7% entre 18 et 24 ans, 24,8% entre 25 et 44 ans, 24,1% entre 45 et 64 ans et 19,8% au-dessus de 65 ans. L’âge moyen était de 41 ans. La proportion de femmes était de 100 pour 93,1 hommes.
Le revenu moyen d’un ménage était de 27.385 dollars.

## Villes et cités
| - Coatsville - Downing - Glenwood | - Greentop - Lancaster - Queen City |